# Ceratobasidiales
Ceratobasidiales is een orde binnen de klasse van Steeltjeszwammen (Basidiomycetes). De orde heeft volgens Index Fungorum slechts twee families:
Orde: Ceratobasidiales
- Familie: Ceratobasidiaceae
- Familie: Oliveoniaceae